# کامورا
کامورا (انگلیسی: Camorra) یک باند تبهکار و انجمن مخفی جرائم سازمان‌یافته در ایتالیا است. اصالت کامورا به قرن هفدهم میلادی بازگشته و این سازمان در ناحیه کامپانیا به مرکزیت ناپل ریشه دارد. کامورا یکی از بزرگ‌ترین و قدیمی‌ترین سندیکاهای جرم در ایتالیا است. کامورا با وجود مشابهت‌هایی با مافیا از نظر ساختار قدرت با آن تفاوت دارد. در حالی‌که ساختار قدرت در مافیا به صورت هرمی، عمودی و از بالا به پایین است، ساختار کامورا به صورت افقی می‌باشد؛ در نتیجه دسته‌های مختلف کامورا استقلال بیشتری از یک‌دیگر داشته و در عین حال احتمال درگیری درونی آن‌ها بیشتر است.
ساختار کامورا از گروه‌های مستقل به نام کلان یا کلن تشکیل شده که هر کدام توسط یک کاپو یا رئیس اداره می‌شوند. تعداد اعضای هر کلان بسته به قدرت آن می‌تواند از ده‌ها تا صدها نفر متغیر باشد.
فعالیت‌های اصلی این سازمان شامل قاچاق مواد مخدر، اخاذی، جعل اسناد، پولشویی و نفوذ در سیاست‌های محلی است. از دهه ۱۹۸۰ به بعد، کامورا فعالیت خود را به دیگر کشورهای اروپایی به ویژه اسپانیا گسترش داده و با کارتل‌های مواد مخدر آمریکای جنوبی ارتباط نزدیکی برقرار کرده است.
بر اساس اظهارات جیووانی ملیلو، دادستان ناپل، در سال ۲۰۲۳ دو گروه اصلی کامورا شامل کلان مازارلا و اتحادیه سکوندییلیانو بوده‌اند. اتحادیه سکوندییلیانو خود از سه کلان لیچیاردی، کونتینی و مالاردو تشکیل شده است.

## تاریخچه
فرضیه پذیرفته‌شده این است که واژه "کامورا" مستقیماً در کامپانیا و حدود قرن ۱۶-۱۷ میلادی به وجود آمده است. ریشه این کلمه به عبارت ناپلی "c' 'a-morra" (با مورا) اشاره دارد که به بازی خیابانی همنام اشاره می‌کند. اولین استفاده رسمی از واژه کامورا به سال ۱۷۳۵ برمی‌گردد. اعتقاد عمومی بر این است که کامورای ناپلی به عنوان یک سازمان جنایی مخفی، به شکل امروزی آن، در قرن ۱۸ شکل گرفت.
پیشینیان کامورا در کامپانیا، به ویژه ناپل، با نام "کمپانیانی" شناخته می‌شدند که در گروه‌های چهارنفره فعالیت می‌کردند و از طریق فحشا، قمار و سرقت زندگی می‌کردند. در هر محله ناپل، گروهی از کمپانیانی‌ها وجود داشت که برخی اشراف نیز عضو آن بودند. محل اجتماع آن‌ها میخانه "دل کریسپانو" در نزدیکی ایستگاه مرکزی ناپل بود.
کامورا که در آن دوره با نام "بلا سوسیته ریفرماتا" شناخته می‌شد، در دوره خلاء قدرت بین سال‌های ۱۷۹۹ تا ۱۸۱۵ ظهور کرد. اولین اشاره رسمی به کامورا به عنوان یک سازمان به سال ۱۸۲۰ برمی‌گردد. در آن سال اولین اساسنامه مکتوب کامورا با نام "فریانو" کشف شد که نشان‌دهنده ساختار سازمانی پایدار در دنیای زیرزمینی بود.
در این دوره، کامورا خود را با نام‌های "سوسیته دلا اومیرتا" یا "آنوراتا سوگیتا" (جامعه محترم) معرفی می‌کرد که به دفاع از "افتخار" خود اشاره داشت. این افتخار شامل قانون سکوت (اومرتا) و تعهد به عدم صحبت درباره امور داخلی سازمان با پلیس بود.
پس از اتحاد ایتالیا در ۱۸۶۱، دولت تلاش‌هایی برای سرکوب کامورا انجام داد. تحقیقات ساردو (۱۹۰۱-۱۹۰۰) که برای بررسی فساد و حکومت بد در ناپل تأسیس شده بود، سیستم رانت‌خواری سیاسی را شناسایی کرد که توسط آنچه "کامورای عالی" نامیده می‌شد اداره می‌شد.
کامورا ضربه دیگری در محاکمه کوکولو (۱۹۱۲-۱۹۱۱) دریافت کرد. این محاکمه به ظاهر برای پیگرد کسانی بود که در قتل رئیس کامورا جنارو کوکولو و همسرش در ۶ ژوئن ۱۹۰۶ متهم شده بودند. پس از ۱۷ ماه، جلسات دادگاه با حکم مجرمیت علیه ۲۷ رهبر اصلی کامورا به پایان رسید.
کامورا هرگز یک سازمان واحد و متمرکز نبوده، بلکه اتحادیه‌ای از گروه‌ها، خاندان‌ها یا خانواده‌های مستقل و مختلف بوده است. هر گروه با پیوندهای خویشاوندی مرتبط است و فعالیت‌های اقتصادی در قلمرو جغرافیایی خاص خود را کنترل می‌کند.
یکی از استراتژی‌های کامورا برای کسب اعتبار اجتماعی، رانت‌خواری سیاسی بوده است. خاندان‌های کامورا به واسطه‌های مورد علاقه سیاستمداران محلی و مقامات دولتی تبدیل شدند. از دهه ۱۹۵۰ تا ۱۹۸۰، کامورا نقش محوری در قاچاق سیگار داشت و ناپل را به مرکز این فعالیت غیرقانونی تبدیل کرد. شبکه‌های قاچاق در سراسر ایتالیا و فراتر از آن گسترش یافت.

## فعالیت
در مقایسه با ساختار هرمی مافیای سیسیلی، کامورا ساختاری افقی‌تر دارد. در نتیجه، خانواده‌های کامورا مستقل از یکدیگر عمل می‌کنند و بیشتر مستعد درگیری‌های داخلی هستند. با این حال، این موضوع کامورا را در برابر دستگیری یا کشته شدن رهبران ارشد مقاوم‌تر می‌کند، چرا که خانواده‌ها و سازمان‌های جدیدی از بقایای گروه‌های قدیمی ظهور می‌کنند. پاسکواله گالاسو، رهبر یکی از خانواده‌ها، در دادگاه اظهار داشت: «وضعیت کامپانیا می‌تواند بدتر شود، چرا که شما می‌توانید یک گروه کامورا را نابود کنید، اما ده گروه دیگر از دل آن بیرون می‌آیند.»
در دهه‌های ۱۹۷۰ و ۱۹۸۰، رافائله کوتولو تلاش ناموفقی برای متحد کردن خانواده‌های کامورا به سبک مافیای سیسیلی انجام داد و سازمان جدید کامورای سازمان‌یافته (Nuova Camorra Organizzata یا NCO) را تشکیل داد. تیراندازی‌های خیابانی توسط اعضای کامورا اغلب منجر به تلفات در میان جمعیت محلی می‌شود، اما بررسی این حوادث اغلب به دلیل رواج قانون اومرتا (قانون سکوت) دشوار است. بر اساس گزارشی که در سال ۲۰۰۷ توسط کونفسرچنتی، دومین سازمان تجاری بزرگ ایتالیا منتشر شد، کامورا کنترل صنایع شیر و ماهی، تجارت قهوه و بیش از ۲۵۰۰ نانوایی در ناپل را در دست دارد.
در سال ۱۹۸۳، مقامات انتظامی ایتالیا تخمین زدند که حدود یک دوجین خانواده کامورا وجود دارد. تا سال ۱۹۸۷، این تعداد به ۲۶ و در سال بعد به ۳۲ خانواده افزایش یافت. روبرتو ساویانو، روزنامه‌نگار تحقیقی و نویسنده کتاب گومورا که به فعالیت‌های کامورا می‌پردازد، می‌گوید که این شبکه گسترده از خانواده‌ها اکنون از نظر تعداد، قدرت اقتصادی و خشونت بی‌رحم، مافیای سیسیلی، اندرانگتا و دیگر باندهای سازمان‌یافته جنوب ایتالیا را تحت‌الشعاع قرار داده‌است.
در سال‌های ۲۰۰۴ و ۲۰۰۵، خانواده دی لائورو و گروه موسوم به اسکیزیونیستی دی سکوندییلیانو درگیر یک درگیری خونین شدند که در مطبوعات ایتالیا به نام «جنگ اسکامپیا» شناخته می‌شود. نتیجه این درگیری بیش از ۱۰۰ کشته در خیابان‌ها بود. در پایان اکتبر ۲۰۰۶، یک سری جدید از قتل‌ها در ناپل بین ۲۰ خانواده رقیب رخ داد که در طول ۱۰ روز به کشته شدن ۱۲ نفر انجامید. جولیانو آمالو، وزیر کشور، تصمیم گرفت بیش از ۱۰۰۰ پلیس و کارابینیری اضافی به ناپل اعزام کند تا با جرم مبارزه و از گردشگران محافظت کنند. با این وجود، در سال بعد بیش از ۱۲۰ قتل اتفاق افتاد.
در سال ۲۰۰۱، دومنیکو نوویلو، تاجر اهل کازرتا، علیه یک اخاذ کامورا شهادت داد و تحت حمایت پلیس قرار گرفت. در سال ۲۰۰۸ او از ادامه حمایت پلیس خودداری کرد و یک هفته بعد به قتل رسید.
در سال‌های اخیر، خانواده‌های مختلف کامورا به طور alleged از اتحاد با باندهای مواد مخدر نیجریه‌ای و مافیای آلبانیایی استفاده کرده‌اند. آگوستو لا توره، رهبر سابق خانواده لا توره که به یک پنتیتو (همکار عدالت) تبدیل شد، با یک زن آلبانیایی ازدواج کرده‌است. اولین پنتیتوی خارجی، یک تونسی، به همکاری با خانواده ترسناک کازالزی از کازال دی پرینچیپه اعتراف کرد. اولین شهری که در آن کامورا مدیریت را به یک خانواده خارجی واگذار کرد، کاستل ولتورنو بود که به خانواده‌های راپاس از لاگوس و بنین سیتی در نیجریه سپرده شد. این به آن‌ها اجازه داد تا کوکائین و زنان را برای بردگی جنسی قاچاق کنند و سپس آن‌ها را به سراسر اروپا بفرستند.

## بحران زباله در کامپانیا
از دهه 1980، کامورا کنترل مدیریت دفع زباله در منطقه کامپانیا را در دست گرفت. تا دسامبر 1999 تمام محل‌های دفن زباله منطقه پر شده بودند. گزارش‌های سال 2008 نشان می‌داد این بحران تا حدی توسط کامورا ایجاد شده که با همکاری شرکت‌های صنعتی، زباله‌های صنعتی و شیمیایی را با زباله‌های خانگی مخلوط و در حاشیه جاده‌ها تخلیه می‌کردند تا از دید پنهان بماند.
کامورا از چهار روش اصلی برای دفع غیرقانونی زباله استفاده می‌کرد: حمل و دفن زباله‌های خطرناک با کامیون، تخلیه در غارهای غیرقانونی، مخلوط کردن زباله‌های سمی با منسوجات و سوزاندن آن، و مخلوط کردن زباله‌های سمی با زباله‌های شهری برای دفن.
نونزیو پرلا، عضو کامورا که در 1992 دستگیر شد، به مقامات گفت: "زباله طلاست". گائتانو واسالو، رهبر خاندان کازالزی، اعتراف کرد 20 سال مقامات محلی را برای سکوت در برابر دفع زباله‌های سمی رشوه داده است.
این بحران ناشی از شکست دولت در کنترل دفع غیرقانونی زباله بود. در نوامبر 2013، ده‌ها هزار نفر در ناپل علیه آلودگی ناشی از فعالیت‌های کامورا تظاهرات کردند. برآورد می‌شد حدود 10 میلیون تن زباله صنعتی به صورت غیرقانونی دفن شده و میزان سرطان‌های ناشی از آلودگی 40-47% افزایش یافته است.

## مبارزه با کامورا
کامورا سازمانی بسیار دشوار برای مبارزه در ایتالیا بوده است. در محاکمه ۱۹۱۱-۱۹۱۲، فابرونی شهادت داد که پیگرد قانونی کامورا بسیار پیچیده است: "کاموریست‌ها ایده‌آل سیاسی ندارند. آنها از انتخابات و نمایندگان منتخب برای سودجویی استفاده می‌کنند."
برخلاف مافیای سیسیلی با سلسله مراتب مشخص، فعالیت‌های کامورا بسیار غیرمتمرکز است. در کامپانیا با نرخ بیکاری بالا، کامورا به بخشی جدایی‌ناپذیر از جامعه تبدیل شده و برای جوانان شغل ایجاد می‌کند.
دولت ایتالیا تلاش کرده با فعالیت‌های جنایی کامورا در کامپانیا مبارزه کند. پلیس ایتالیا با همکاری یوروپل و اینترپل عملیات‌های ویژه علیه کامورا انجام داده است.
در سال ۱۹۹۸، پلیس فرانچسکو شیاوونه، چهره برجسته کامورا را دستگیر کرد. میشل زاگاریا، عضو ارشد خاندان کازالزی در سال ۲۰۱۱ پس از ۱۶ سال فرار دستگیر شد. در سال ۲۰۱۴، ماریو ریچیو، رهبر خاندان به اتهام قاچاق مواد مخدر در ناپل بازداشت شد.
در سال ۲۰۱۸، پلیس ایتالیا بازداشت آنتونیو اورلاندو، مظنون به یکی از چهره‌های اصلی کامورا را اعلام کرد. در فوریه ۲۰۱۹، چیرو رینالدی، رهبر خاندان رینالدی دستگیر شد. در مارس ۲۰۱۹، مارکو دی لائورو، دومین فرد تحت تعقیب ایتالیا پس از ۱۴ سال فرار دستگیر شد.
در ژوئن ۲۰۱۹، پلیس ایتالیا بیش از ۱۲۰ عضو اتحادیه سکوندییلیانو را دستگیر کرد. در ژوئیه ۲۰۱۹، پلیس ایتالیا ۳۰۰ میلیون یورو از آنتونیو پاسارلی مصادره کرد.
در فوریه ۲۰۲۰، چهار عضو وابسته به خاندان رینالدی دستگیر شدند. در مه ۲۰۲۰، دولت ایتالیا ۷ میلیون یورو از تاجری مرتبط با خاندان کازالزی مصادره کرد. در همان هفته، مقامات بیش از ۲۲ میلیون یورو از دارایی‌های وینچنزو زانگریلو را مصادره کردند.
در ژوئن ۲۰۲۰، پلیس ایتالیا انحصار بازار مواد مخدر خاندان دالساندرو را از بین برد. در همان ماه، پنج عضو کامورا در استان ناپل دستگیر شدند. در ۵ ژوئن ۲۰۲۰، مقامات ضد مافیا ۱۰ میلیون یورو از دارایی‌های خاندان پولورینو مصادره کردند.

## خارج از ایتالیا
کامورا علاوه بر حضور در ایتالیا، در سایر مناطق جهان نیز فعالیت دارد. این سازمان جنایی در کشورهای مختلفی از جمله فرانسه، اسپانیا، هلند، مراکش، پرو، رومانی، سوئیس، بریتانیا و ایالات متحده حضور دارد.
فرانسه:
کامورا از دهه 1980 در فرانسه حضور داشته و در مناطق ریویِرا، پاریس و لیون فعالیت می‌کند. در سال 1993، کامورا و مافیای سیسیلی متهم به پولشویی 1.5 میلیارد دلار از طریق بانک‌ها و کازینوها شدند.
ساحل عاج:
در سال 2019، عملیات "اسپاگتی کانکشن" شبکه‌ای بین‌المللی از کامورا و اندرانگتا را در آبیدجان و تابو منهدم کرد. پلیس 1.19 تن کوکائین به ارزش 250 میلیون یورو را توقیف کرد.
مراکش:
جوزپه پولورینو، رهبر سابق خاندان پولورینو، به عنوان "پادشاه حشیش" شناخته می‌شد و انحصار واردات حشیش از مراکش به ایتالیا را در اختیار داشت.
هلند:
کامورا در هلند در قمارخانه‌ها و پولشویی فعال است. در سال 2019، آلفردو مارفلا، قاچاقچی مواد مخدر کامورا در لاهه دستگیر شد.
پرو:
به عنوان یکی از بزرگترین تولیدکنندگان کوکائین، پرو برای کامورا جذاب است. سالواتوره زازو، از رهبران خاندان مازارلا، در طرح بزرگی برای قاچاق کوکائین از پرو به اروپا دخیل بود.
رومانی:
کامورا در رومانی به پولشویی مشغول است. در سال 2018، نیکولا اینکوئتو، تاجر ایتالیایی با ارتباطات قوی با کامورا، در رومانی دستگیر شد.
اسپانیا:
اسپانیا پس از ایتالیا مهم‌ترین پایگاه کامورا است. خاندان پولورینو قوی‌ترین گروه کامورا در اسپانیا محسوب می‌شود. حضور کامورا در کاستا دل سول آنقدر قوی است که روسای آن این منطقه را "کاستا نوسترا" می‌نامند.
سوئیس:
کامورا بیش از 50 سال در سوئیس حضور داشته و به پولشویی، قاچاق اسلحه و مواد مخدر مشغول است. خاندان کازالزی در سراسر این کشور حساب‌های بانکی متعددی دارد.
بریتانیا:
بریتانیا برای پولشویی کامورا جذاب است. آنتونیو ریگی، به عنوان پولشوی خاندان‌های کونتینی و مازارلا در لندن فعالیت می‌کرد.
ایالات متحده:
کامورا بین قرن 19 و 20 در نیویورک فعالیت داشت. در دهه 1980، بسیاری از اعضای کامورا به ایالات متحده گریختند. FBI معتقد است حدود 200 عضو کامورا در این کشور فعالیت دارند. در سال 2012، دولت اوباما تحریم‌هایی علیه کامورا اعمال کرد.